# Salem (Illinois)
Salem is een plaats (city) in de Amerikaanse staat Illinois, en valt bestuurlijk gezien onder Marion County.

## Demografie
Bij de volkstelling in 2000 werd het aantal inwoners vastgesteld op 7909. In 2006 is het aantal inwoners door het United States Census Bureau geschat op 7551, een daling van 358 (-4,5%).

## Geografie
Volgens het United States Census Bureau beslaat de plaats een oppervlakte van 16,2 km², waarvan 15,8 km² land en 0,4 km² water.

## Plaatsen in de nabije omgeving
De onderstaande figuur toont nabijgelegen plaatsen in een straal van 16 km rond Salem.

## Geboren in Salem
- William Jennings Bryan (1860-1925), advocaat en Democratisch politicus; minister van Buitenlandse Zaken